# 依曲韦林
依曲韦林（Etravirine，ETR，商品名英特莱（Intelence），以前称为TMC125）是一种用于治疗HIV的药物。依曲韦林是一种非核苷逆转录酶抑制剂（NNRTI）。依曲韦林与当前其他NNRTI之间似乎没有交叉耐药性。依曲韦林由强生公司的子公司杨森制药销售。2008年1月，美国食品和药品管理局批准其用于对其他药物产生耐药性的患者，使其成为美国批准的第30种抗HIV药物，也是2008年第一个获得批准的抗HIV药物。它也于2008年4月1日获准在加拿大使用。
依曲韦林在美国、加拿大、以色列、俄罗斯、澳大利亚、新西兰和欧盟获得许可，并在瑞士接受监管审查。

## 适应症和剂量
依曲韦林与其他抗逆转录病毒药物联合使用，适用于治疗有抗逆转录病毒治疗经历的Ⅰ型人免疫缺陷病毒（HIV-1）感染成人患者。这些患者存在有病毒复制的证据，并有证据表明对某种非核苷类逆转录酶抑制剂（NNRTI）和其它抗逆转录病毒的药物有耐药性。
依曲韦林的推荐剂量为200毫克（2片），口服，餐后服用，每天两次。不能整片吞服的患者可以将片剂放置在一玻璃杯的水中分散。食物类型不影响依曲韦林的暴露水平。

## 禁忌
每片依曲韦林100毫克片剂中含有160毫克乳糖。患有半乳糖不耐受、Lapp乳糖酶缺乏症或葡萄糖-半乳糖吸收不良等罕见遗传病的患者不应服用该药。

## 作用机制
依曲韦林是一种非核苷类逆转录酶抑制剂（NNRTI），能够直接结合逆转录酶，并导致酶催化位点断裂，从而阻断RNA依赖性和DNA依赖性DNA聚合酶活性。
作为第二代NNRTI，依曲韦林对具有耐第一代NNRTI突变的HIV仍存在活性。具有这些突变的HIV对最常用的两种NNRTI——依法韦仑（对应于突变K103N）和奈韦拉平（对应于突变Y181C）——具有了耐药性。这种效力似乎与依曲韦林分子具有的灵活性有关。依曲韦林是一种二芳基嘧啶（DAPY），一种存在构象异构的有机分子，可以以多种构象与逆转录酶结合，保证了依曲韦林即使在逆转录酶存在突变时也可以在得到稳定的结合。其他二芳基嘧啶类似物目前被用作抗HIV药物，特别是利匹韦林。

## 警告和风险
2009年，依曲韦林的说明书中被添加了以下警告：“（依曲韦林）上市后收到了Stevens-Johnson综合征、中毒性表皮坏死松解症和多形性红斑的病例报告，也报告了包括嗜酸性粒细胞增多及全身症状的药物性皮疹在内的超敏反应，特征为皮疹、原发性病症和罕见器官功能障碍，包括肝功能衰竭。当出现严重皮肤或超敏反应的体征和症状时，应立即停止治疗。”

## 药物再利用
依曲韦林已被研究用于药物再利用应用。医学杂志《运动障碍》发表的一篇论文证明了依曲韦林可以增加共济蛋白（frataxin）产量。共济蛋白缺乏是大部分弗里德里希共济失调患者的起因，弗里德里希共济失调是一种影响协调能力和肌肉力量，进而导致运动能力丧失以至于全天候使用轮椅的遗传性疾病。

## 化学属性
依曲韦林为无色晶体，属于正交晶系，Pna21空间群。一些溶剂化物和盐的结构也已经被报道。